# Niaceae
Niaceae es una familia de hongo en el orden Agaricales. La familia contiene seis géneros y 56 especies.